# Infralyd
Infralyd (fra latin Infra: nedenfor, under) er lyd med en frekvens på under 20 Hz.
Det menneskelige øre er ret ufølsomt overfor infralyd, men infralyd er hørbart ved høje lydtryk og opfattes som en rumlen eller buldren. Arbejdstilsynet anbefaler 95 dB(G) som øvre acceptable grænse ved 8 timers daglig belastning. Ikke alle dybe toner, rumlen og buldren er infralyd, men kan være såkaldt lavfrekvent lyd på over 20 Hz, der opfattes bedre af det menneskelige øre.
Infralyd opstår ofte sammen med lavfrekvent lyd i langsomtgående motorer, ventilationsanlæg mv.
Visse dyr (f.eks. hvaler) kan generere og opfatte infralyd, der har den fordel, at den overføres godt i vand og kan opfattes på store afstande.

## Infralydsagen i Danmark
I Danmark har nogle klaget over lavfrekvente lyde, og der er bl.a. af civilingeniør Kurt Delvig fra Miljøstyrelsen i 1995 blevet påpeget, at disse menneskers gener bør tages seriøst og undersøges:
| Citat                           | Dem, der hører lyde, har et høreindtryk, der enten skyldes forurening eller en sygdom | Citat |
| Kurt Delvig i Ingeniøren (1995) |                                                                                       |       |

Af støjkilder nævnes bl.a. kraftvarmeværker og skibe. I artiklen nævnes også Stålvalseværket i Frederiksværk som mulig kilde til gener.

## Undersøgelsen fra Aalborg Universitet
I juni 2007 offentliggjorde Aalborg Universitet resultatet af en undersøgelse, der havde til formål at klarlægge, hvorfor nogle mennesker "er generet af tilsyneladende mystiske brummelyde". Resultatet af undersøgelsen var, at de generede mennesker i nogle tilfælde var generet af almindelig lyd på over 20 Hz og i nogle tilfælde havde en en slags tinnitus. Ingen af de generede mennesker var i stand til at opfatte selv kraftigt forstærket (+10dB) infralyd og de var generelt i besiddelse af normal hørelse.
Selvom infralyd iflg. undersøgelsen ikke kan være årsag til disse mennesker gener, kan der sagtens være tale om virkelige, fysiske lyde på over 20 Hz og den aktive Landsforeningen Infralyd & Miljø varetager disse menneskers interesser og dens medlemmer har skrevet debatindlæg til bl.a. fagbladet Ingeniøren.